# Principaux
Les principaux constituent une famille de jeux d'orgue de taille moyenne, appartenant à la catégorie des jeux de fond ou « fond d'orgue ». Un principal est appelé montre lorsqu'il est en façade de l'orgue (« en montre »). Les montres sont le plus souvent de 8 ou de 4 pieds (longueur du corps du tuyau correspondant au premier do du clavier), mais existent également, dans les grands instruments, en 16 ou 32 pieds.

## Rôle
Les principaux, par leur présence (leur prestance) et leur clarté, donnent au son de l'orgue son assise : ils en sont, en quelque sorte, le fondement. Dans l'orgue classique français, on trouve généralement trois principaux : en 8, 4 et 2 pieds. Dans les instruments importants, on pourra trouver la famille complète : (32) 16, 8, 4, et 2 pieds. Il faut également souligner que les mixtures (fourniture, cymbale, plein-jeu) sont composées de tuyaux de principaux.
- Le principal de 16 pieds, s'il est placé à la pédale, s'appelle généralement contrebasse.
- Le principal de 4 pieds s'appelle généralement prestant.
- Le principal de 2 pieds s'appelle généralement doublette.
- Le principal de 1 pied s'appelle aussi sifflet.